# Justyna Łukaszewicz
Justyna Maria Łukaszewicz – polska literaturoznawczyni, profesor nauk humanistycznych.

## Życiorys
W 1986 ukończyła studia filologiczne na Uniwersytecie Wrocławskim, w 1994 obroniła pracę doktorską pt. Recepcja twórczości Carla Goldoniego w polskim oświeceniu, której promotorem był prof. Mieczysław Klimowicz, w 2007 habilitowała się na podstawie pracy zatytułowanej Dramaty Franciszka Zabłockiego jako przekłady i adaptacje. W 2022 uzyskała tytuł profesora nauk humanistycznych.
Pracuje na Uniwersytecie Wrocławskim, oraz należy do Rady Dyscypliny Naukowej - Literaturoznawstwa UWr.